# Alister Clark

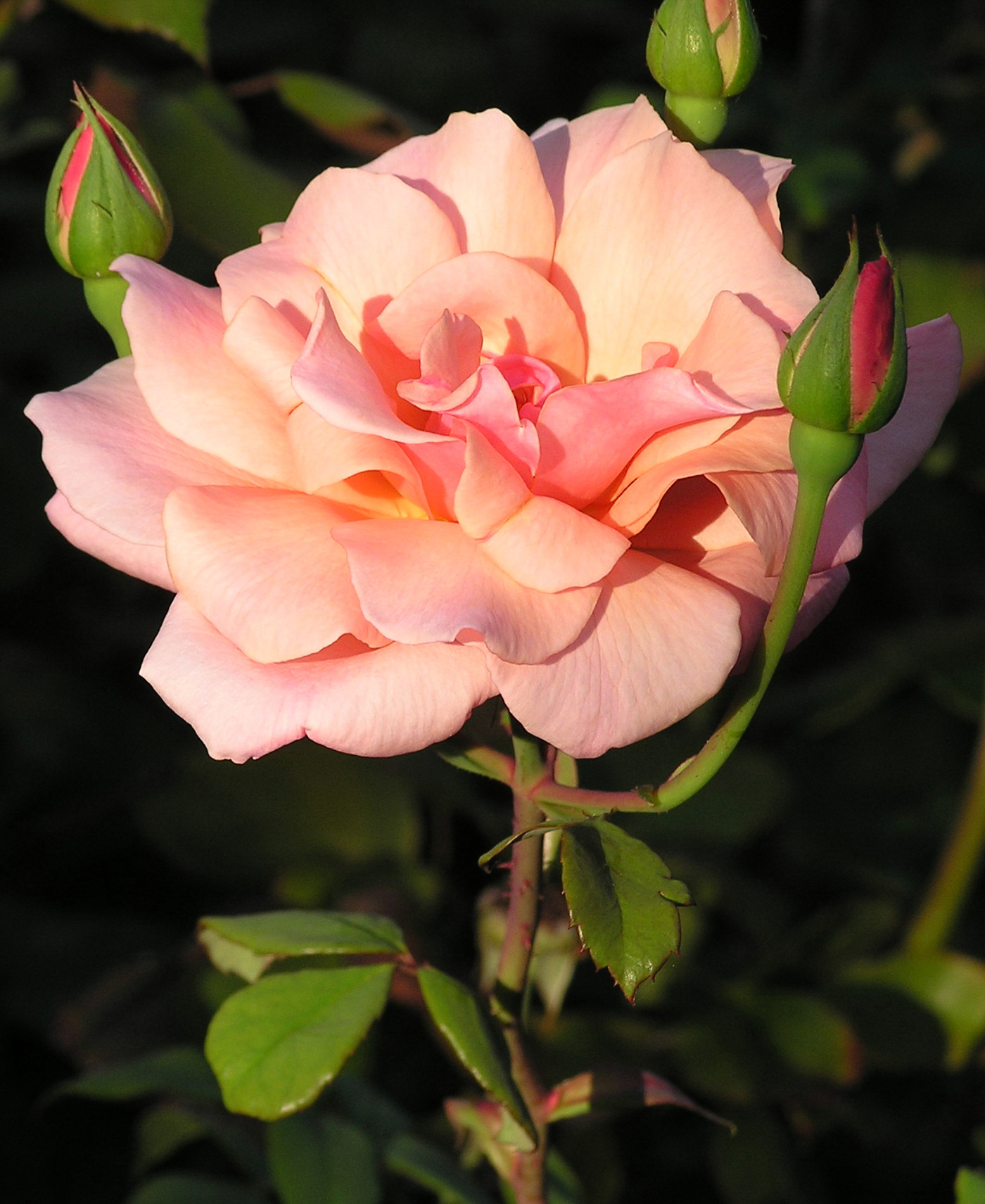
'Sunlit' (1937).

Alister Clark, né en 1864 et mort en 1949, est un horticulteur amateur et obtenteur australien. C'est à ce jour l'obtenteur de roses australien le plus connu par le nombre de rosiers obtenus entre les deux guerres et toujours largement plantés de nos jours, non seulement dans les jardins privés mais aussi par les municipalités. Ses expérimentations dans l'hybridation de Rosa gigantea sont insurpassées.

## Biographie

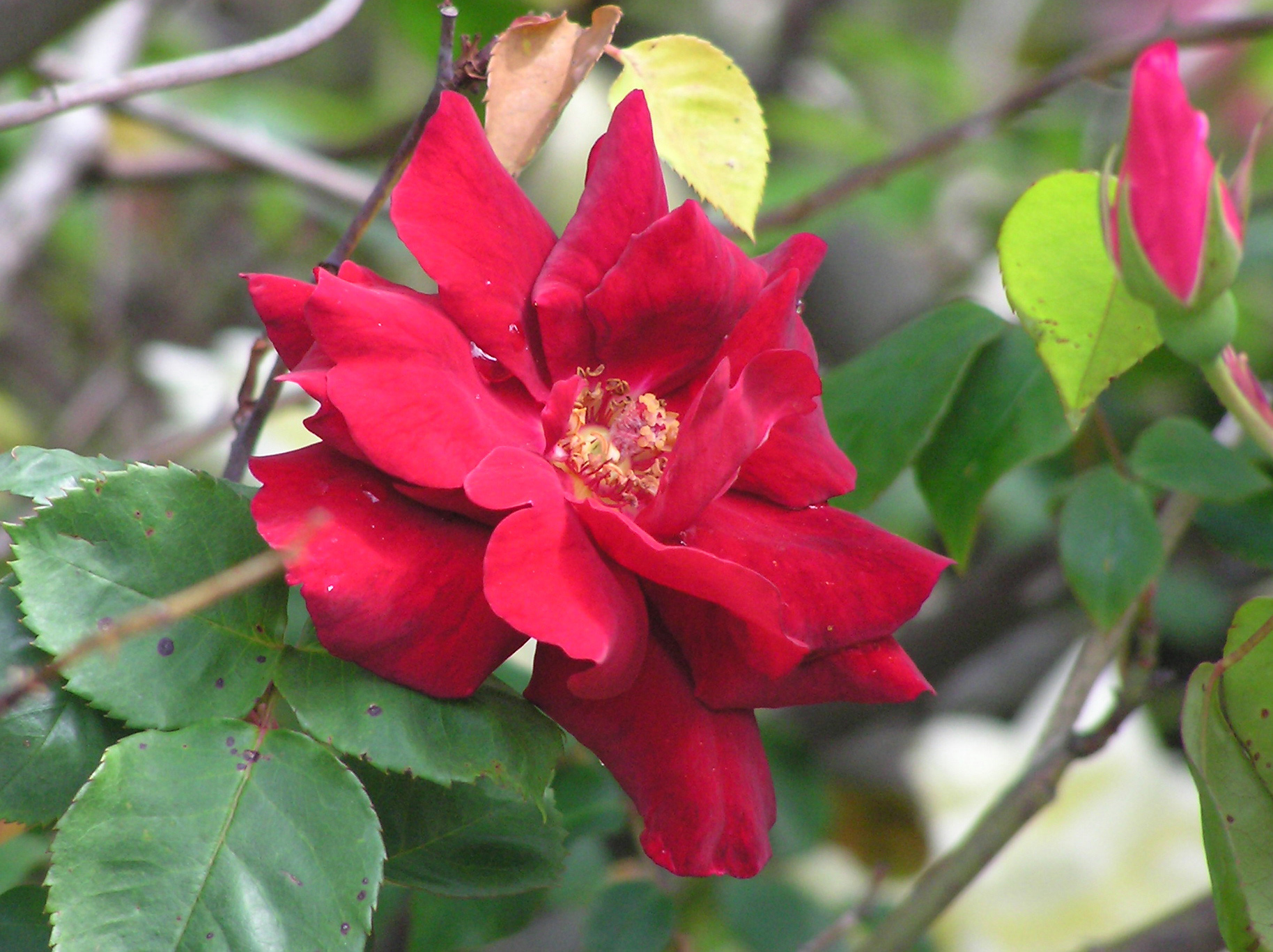
'Billy Boiler' (1927), très parfumé, perdu pendant des années, et recommercialisé depuis les années 2000. Werribee Park.

Alister Clark est le fils d'un fermier immigré écossais prospère qui laissa plusieurs grandes exploitations d'élevage de bétail dans l'Outback, ainsi que « Glenara », grand domaine agricole d'une vallée de Bulla, au nord de Melbourne. Clark et ses frères et sœurs reçoivent une éducation soignée et apprennent à connaître l'Europe : Clark est éduqué à la Loretto School en Écosse puis au Jesus College de Cambridge. Il épouse une Néo-Zélandaise extrêmement fortunée, ce qui lui permet de n'avoir jamais eu à travailler pour gagner sa vie. Il s'adonne à la chasse, au golf, au polo et possède des chevaux de course. Il se découvre aussi la passion de la photographie et de l'hybridation de roses. Il commence à cultiver des roses en commandant des rosiers chez Paul & Son en Angleterre ; plus tard il passe aussi par Nabonnand dont la pépinière est à Golfe-Juan sur la Côte d'Azur. De 1912 à sa mort, Clark donne naissance à 150 roses, généralement par le biais de jardins et de clubs de sport à qui il reverse les royalties.

## Narcisses
Clark est aussi un créateur de narcisses. En 1897, Clark rejoint une association, comprenant Thomas Hanbury (créateur du fameux jardin de La Mortola) et Ellen Willmott (de Warley Place), qui rachète le stock des bulbes de narcisses obtenus par le pasteur G. H. Engleheart. Il achète aussi la moitié des bulbes de la collection de l'acteur de théâtre anglais George Titheradge. D'après Tommy Garnett, le narcisse le plus connu de Clark est 'Mabel Taylor', toujours commercialisé.

## Roses

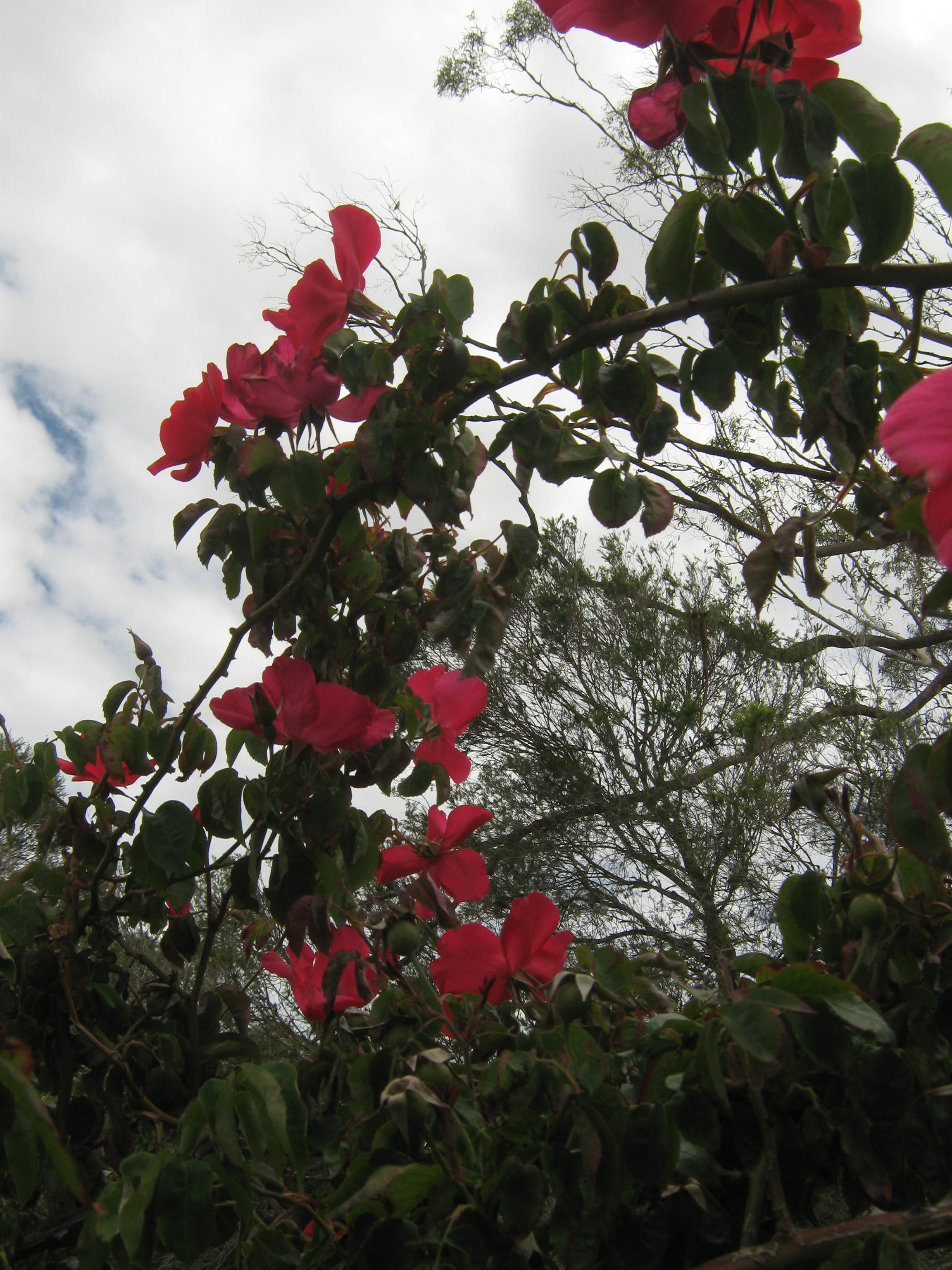
'Nancy Hayward', rosier liane pouvant atteindre 6 mètres, au Werribee Park.

La passion de Clark ce sont les roses. Il cherche à produire des sujets adaptés au climat sec et chaud du sud de l'Australie. Pour cela, il expérimente des croisements avec Rosa gigantea, dont il sort entre autres ses grand succès 'Lorraine Lee' (1924) et 'Nancy Hayward' (1937) qui ont toujours la faveur du public, 'Black Boy' (1919), 'Lady Huntingfield' (1937), du nom de l'épouse du gouverneur, et 'Squatter's Dream' (1923), nommé d'après un cheval de course, peu connues en dehors de l'Australie,.
Après la Première Guerre mondiale, Clark se tourne en priorité vers la création d'hybrides de thé : des petits buissons ('Mab Grimwade'), des hauts buissons ('Editor Stewart'), des rampants ('Mrs Richard Turnbull'), des rosiers pour pilier ('Princeps'), des rosiers pour haies ('Sunny South'), des grands grimpants ('Gladsome') et des nains ('Borderer'),. Il fait autant que possible ses croisements à Glenara, sans planification, et se sert de ses terrains comme d'une vaste pépinière personnelle pour ses narcisses et ses roses. Les roses selon lui doivent être testées sous le climat pour lequel elles sont destinées et le processus de semis doit être comparable à celui des yearlings qui mettent trois ans à montrer leurs capacités.
Vingt ans après sa mort, Alister Clark est qualifié comme le rosiériste australien le plus important. A.S. Thomas dans l'édition de 1967 de son ouvrage
Better Roses recense quatre-vingts cultivars exceptionnels d'Australie et de Nouvelle-Zélande. Vingt d'entre eux sont d'Alister Clark, sept de Frank Riethmuller, et les autres n'en ont pas plus de deux.
'Lorraine Lee', 'Nancy Hayward' et 'Black Boy' n'ont jamais quitté les catalogues. Certaines variétés ont été considérées comme démodées après sa mort, d'autres ont été perdues ou jamais introduites au commerce, mais beaucoup ont retrouvé la lumière depuis les années 1990 grâce à des personnalités enthousiastes comme la romancière Susan Irvine ou le pépiniériste John Nieuwesteeg et à des amateurs éclairés. Charles Quest-Ritson dans son  Climbing Roses of the World qui fait autorité déclare simplement : « Alister Clark: le grand obtenteur de roses australien ».
On peut admirer les créations de Clark dans la plupart des grands jardins botaniques ou parcs d'Australie et surtout au Alister Clark Memorial Rose Garden à Bulla. Des collectionneurs européens en possèdent aussi. Certains sujets sont visibles à l'Europa-Rosarium de Sangerhausen. Les rosiers de Clark connaissent un regain d'intérêt aux États-Unis, notamment en Californie, et sont présents sous des climats doux comme au Portugal.

## Illustrations

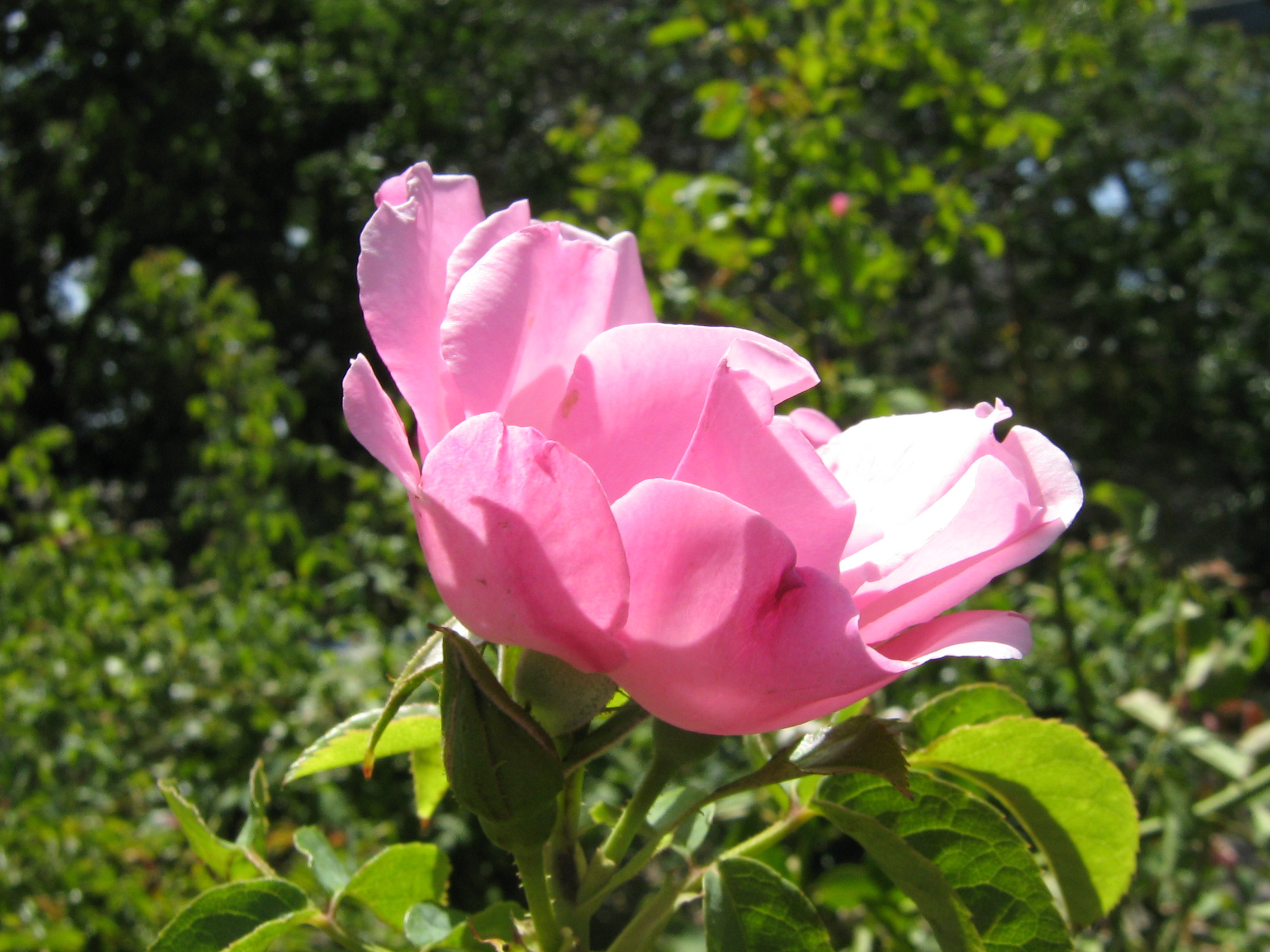
'Cicely O'Rorke' (1926, commercialisé en 1937). Issu de 'Souvenir de Gustave Prat'.
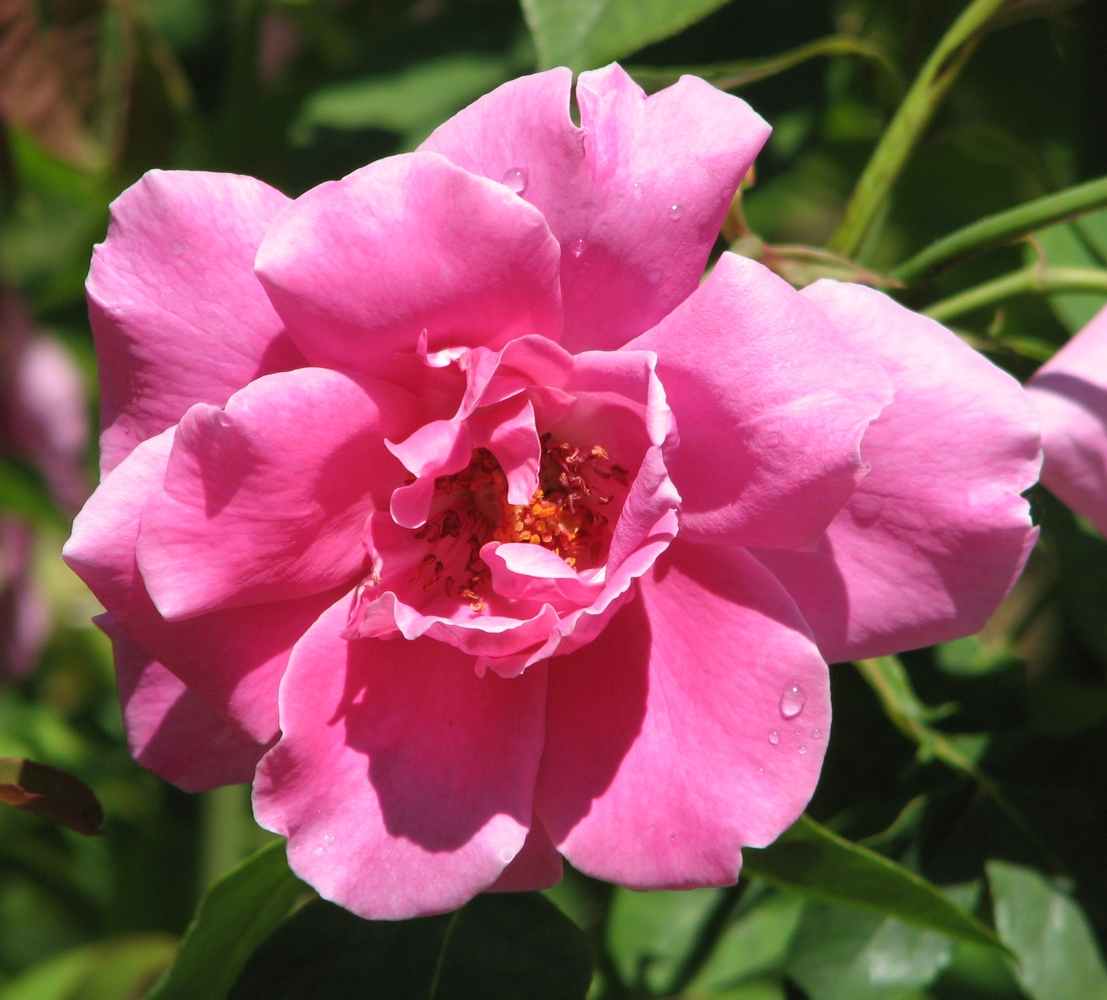
'Mrs Fred Danks' (1951) aux Geelong Botanic Gardens.
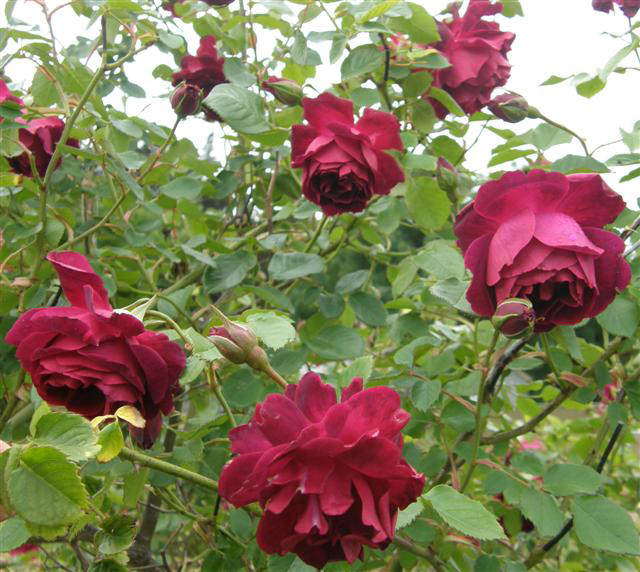
'Black Boy'[29].
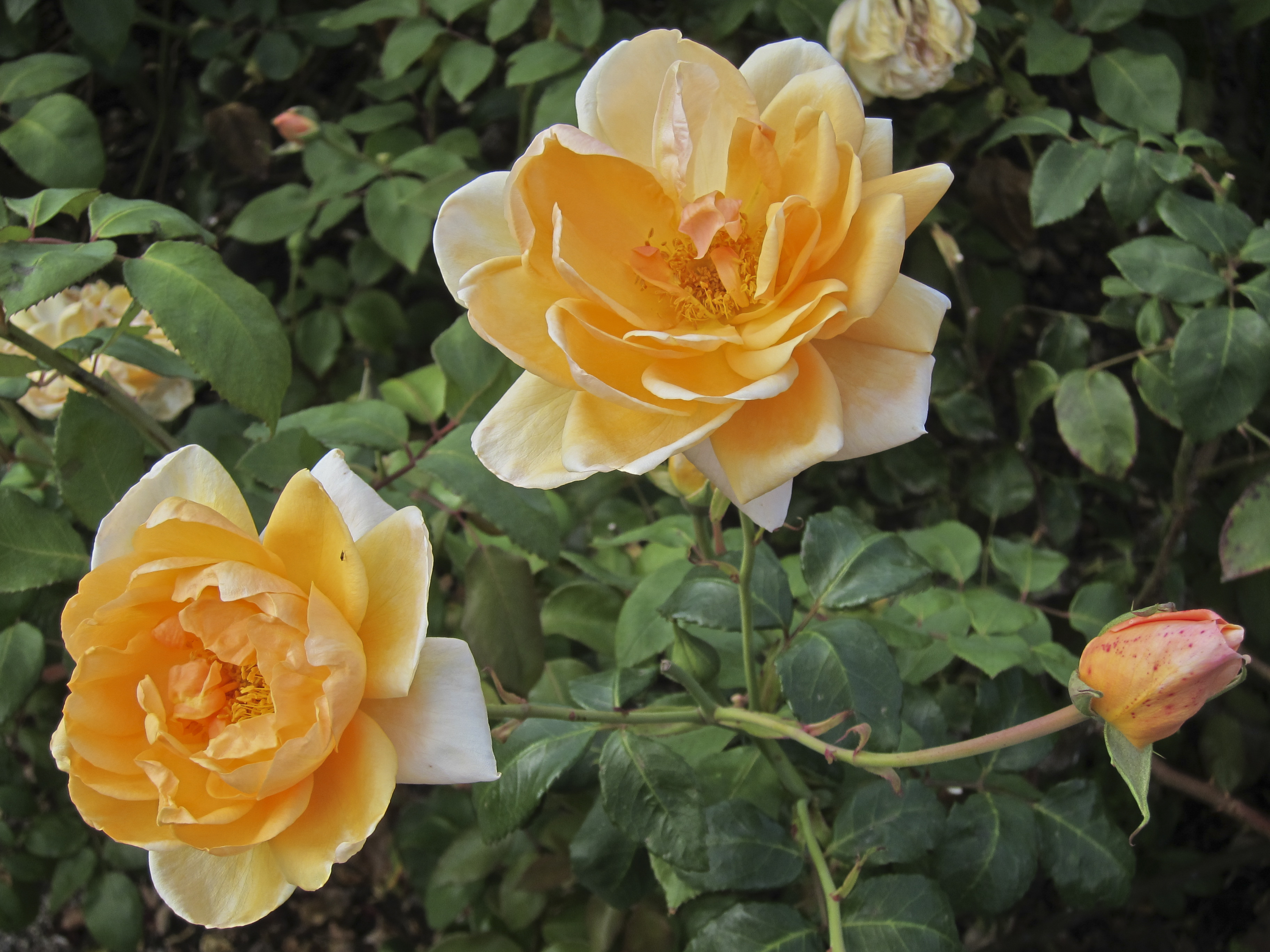
'Lady Huntingfield', Werribee Park.